# آنوش نیکوغوسیان
آنوش نیکوغوسیان (ارمنی: Անուշ Նիկողոսյան؛  زادهٔ ۷ ژوئیهٔ ۱۹۸۹) موسیقی‌دان و نوازنده ویولن اهل ارمنستان است. که از سال ۱۹۹۵ میلادی تا کنون مشغول فعالیت می‌باشد.

## زندگی‌نامه
وی در ۷ ژوئیهٔ ۱۹۸۹ ‏در ایروان به دنیا آمد و از University of Music and Performing Arts Munich فارغ‌التحصیل گشت.  آنوش و همسر ادوارد توپچیان  که رهبر ارکستر فیلارمونیک ارمنستان می‌باشد صاحب دو فرزند می‌باشد